# ラリー・レインズ
ローレンス・グレン・ホープ・レインズ（Lawrence Glenn Hope "Larry" Raines , 1930年3月9日 - 1978年1月28日）は、アメリカ合衆国ウェストバージニア州出身の元プロ野球選手（内野手）。通称「黒い稲妻」「黒いハヤブサ」。

## 経歴
1953年に23歳で来日し、阪急ブレーブスに入団。主に一番・遊撃手を務めるが、開幕戦から20試合連続で安打を放つと、1年目からオールスターゲームに選出され、シーズンでは打率.286（リーグ9位）、61盗塁を記録して盗塁王のタイトルを獲得した。このシーズンに記録した16三塁打は、現在もパ・リーグ記録である。
翌1954年も開幕当初はトップバッターを務めるも、4月中旬からは三番打者としてクリーンアップに入る。2年連続でオールスターに出場、打率.337を記録して首位打者のタイトルを獲得し、遊撃手のベストナインにも選出された。また、96打点を挙げるも、山内和弘（97打点）に僅かに及ばず惜しくも打点王のタイトルは逃している。同年の184安打は1950年の別当薫を、38二塁打は前年の飯田徳治を超える当時のパ・リーグ記録（二塁打は2年後に山内が、安打数は9年後に広瀬叔功が更新）。
同年オフにメジャーリーグに挑戦するため阪急を退団。翌1955年にクリーブランド・インディアンスと契約。1956年AAAのインディアナポリス・インディアンズで打率.309、22盗塁を挙げると、翌1957年にメジャーに昇格し、クリーブランド・インディアンスのトップバッターとして活躍、96試合に出場して、打率.262を記録した。しかし、1958年は開幕からマイナースタートとなると、AAAのサンディエゴ・パドレスで打率.303を打つが、メジャーでは若手の台頭で出場機会に恵まれず9月の7試合に留まった。1959年以降もAAAでプレーするが、年々成績を落としてメジャーに昇格することはなかった。
1962年に再来日して再び阪急でプレーした。だが、この頃には朝から酒を飲む生活に陥っており、以前日本でプレーしていた時のようなシャープさは失われ、打率.252、8盗塁と成績を残せず、同年限りで解雇された。なお、再入団時に必要な書類や代理人の手紙などは、すべて本人による偽造であったことが発覚している。これについて、AAAのインディアナポリス・インディアンズを自由契約になったことを騙るためだったが、自由契約であれば阪急はトレードマネーを払う必要がないため、その分、自分の給料を増やしてもらおうとする狙いだったとされる。
現在に至るまで、日系二世や日本統治時代の台湾出身者を除く外国人選手で盗塁王となっているのはレインズとロベルト・バルボンの2人のみである。いずれも記録したのは阪急在籍時となっている。
1978年1月28日にミシガン州ランシングで死去。47歳没。

## 選手としての特徴
走・攻・守の三拍子が揃う、との表現がぴたりと当てはまる選手であった。一番打者として出塁すると、次打者の初球で二盗に成功してスタンドを沸かすのをお家芸としていた。守備でも、遊撃手として左右ムラなく守れた上、内野安打と思われる打球を鉄砲肩でしばしばアウトにして見せた。

## 詳細情報

### 年度別打撃成績
| 年 度    | 球 団    | 試 合 | 打 席 | 打 数 | 得 点 | 安 打 | 二 塁 打 | 三 塁 打 | 本 塁 打 | 塁 打 | 打 点 | 盗 塁 | 盗 塁 死 | 犠 打 | 犠 飛 | 四 球 | 敬 遠 | 死 球 | 三 振 | 併 殺 打 | 打 率 | 出 塁 率 | 長 打 率 | O P S |
| -------- | -------- | ----- | ----- | ----- | ----- | ----- | -------- | -------- | -------- | ----- | ----- | ----- | -------- | ----- | ----- | ----- | ----- | ----- | ----- | -------- | ----- | -------- | -------- | ----- |
| 1953     | 阪急     | 120   | 549   | 503   | 92    | 144   | 21       | 16       | 8        | 221   | 49    | 61    | 18       | 3     | --    | 41    | --    | 2     | 53    | 8        | .286  | .342     | .439     | .782  |
| 1954     | 阪急     | 137   | 588   | 546   | 96    | 184   | 38       | 8        | 18       | 292   | 96    | 45    | 6        | 7     | 4     | 25    | --    | 6     | 60    | 10       | .337  | .370     | .535     | .905  |
| 1957     | CLE      | 96    | 266   | 244   | 39    | 64    | 14       | 0        | 2        | 84    | 16    | 5     | 2        | 2     | 0     | 19    | 1     | 1     | 40    | 3        | .262  | .318     | .344     | .662  |
| 1958     | CLE      | 7     | 9     | 9     | 1     | 0     | 0        | 0        | 0        | 0     | 0     | 0     | 1        | 0     | 0     | 0     | 0     | 0     | 5     | 0        | .000  | .000     | .000     | .000  |
| 1962     | 阪急     | 73    | 244   | 218   | 21    | 55    | 6        | 1        | 5        | 78    | 27    | 8     | 3        | 6     | 2     | 18    | 1     | 0     | 46    | 4        | .252  | .307     | .358     | .665  |
| NPB：3年 | NPB：3年 | 330   | 1381  | 1267  | 209   | 383   | 65       | 25       | 31       | 591   | 172   | 114   | 27       | 16    | 6     | 84    | 1     | 8     | 159   | 22       | .302  | .348     | .466     | .814  |
| MLB：2年 | MLB：2年 | 103   | 275   | 253   | 40    | 64    | 14       | 0        | 2        | 84    | 16    | 5     | 3        | 2     | 0     | 19    | 1     | 1     | 45    | 3        | .253  | .308     | .332     | .640  |

- 各年度の太字はリーグ最高

### タイトル
NPB
- 首位打者：1回 （1954年）
- 盗塁王：1回 （1953年）※昭和生まれ初
- 最多安打：1回 （1954年）  ※当時連盟表彰なし、1994年より表彰

### 表彰
NPB
- ベストナイン：1回 （1954年）※広岡達朗と共に遊撃手部門での昭和生まれ初の受賞

### 記録
NPB
- オールスターゲーム出場：2回 （1953年、1954年）
- シーズン最多三塁打：16（1954年）・・・パ・リーグ記録

### 背番号
- 10 （1953年 - 1954年）
- 9 （1957年、1962年）
- 16 （1958年）